# One Last Thrill
«One Last Thrill» es la segunda canción del segundo álbum solista del guitarrista Slash junto con Myles Kennedy y los "Conspiradores".

## Composición
Sin duda alguna una de las canciones más pesadas y desenfrenadas según Slash, sin un cuidado meticuloso, pero que en realidad se compuso en una guitarra acústica.

## Créditos
Slash featuring Myles Kennedy and the Conspirators
- Slash – solista & guitarra rítmicas, talkbox
- Myles Kennedy – voz
- Frank Sidoris - guitarra rítmica
- Todd Kerns – bajo, coros
- Brent Fitz – batería

Otros aportes
- Eric Valentine – Productor discográfico, ingeniero, mezcla